# Nomad (FAI)
Pour les articles homonymes, voir Nomad.
Nomad est un fournisseur d'accès à Internet (FAI), de la république de Maurice. 

## Historique
Nomad est une filiale d’Africa Digital Bridges Networks Ltd (ADB), basée à Dubaï. Située à la cybercité, elle a commencé ses activités en tant que start-up en décembre 2003 sous l'enseigne de Network Plus. Au départ, le fournisseur était spécialisé dans l’accès par réseau téléphonique commuté (RTC ou dial-up) à travers des cartes prépayées. ADB est elle-même membre d’un conglomérat de six compagnies spécialisées dans l’internet et le pétrole. 

## Technologie
Nomad utilise un réseau national basé sur la technique WIMAX (Internet haut débit sans fil) pour connecter ses abonnés aux Web. En novembre 2006, 60 % du territoire mauricien était couvert par le réseau. La totalité de l’île sera couverte en 2007.

## Offres de Nomad
Nomad propose trois offres :
- L’accès à l’internet sans fils à 64 kb/s, 128 kb/s et 512 kb/s.
- Le dial-up classique par cartes prépayées
- L’hébergement de sites internet

## Problèmes
Les débuts du WIMAX dans l’île fut pas des plus faciles. Le manque d’antennes relais dans certaines régions desservies fit que plusieurs abonnés se sont plaints de la mauvaise qualité de la connexion et de sa lenteur, dans la presse écrit locale. La compagnie assure que tous ces problèmes sont en cours d’être résolus avec la mise en place de nouvelles antennes relais.
La compagnie a aussi logés une objection auprès de l’organisme régulatrice du secteur internet à Maurice, ICTA (Information and Communication Technologies Authority), pour que la demande de Mauritius Telecom, FAI historique, de baisser le coût de son forfait Adsl de basse, le 128 kb/s, à Rs 710 contre Rs 950 actuellement. Nomad commercialise le 64 kb/s à Rs 550 par mois. La raison avancée est qu’elle a investi gros pour la mise en place d’une nouvelle technologie et à besoin de temps pour rentabiliser cette investissement. Bien que la décision de l’ICTA se fait attendre, le ministre Technologie informatique et des Télécommunications, à apporter son soutien à la demande de Nomad.

## Téléréalité
Nomad lança la première émission de téléréalité mauricienne, Nomad No Limit Challenge, pendant le mois d’octobre 2006 et diffusée sur la première chaîne de la télévision nationale, la MBC. Pendant six jours, six candidats, sélectionnés à travers un casting, ont été enfermés dans une maison. Leur seul lien avec l’extérieur était le réseau d’Internet fixe sans fil. Ils ont ainsi dû relever des défis ayant un rapport avec l’Internet.

## Le futur
Ce FAI ambitionne de desservir les autres îles de la région.[réf. nécessaire]